# Kodina
Kodina (rus. Кодина) je rijeka u Primorskom i Oneškom rajonu Arhangelske oblasti u Rusiji. Desni je pritok Onege. Duga je 183 km, s površinom porječja od 2700 km2. Glavni pritoci Kodine su Senzera, Vičera i Ramenga (desni) te Karmanga (lijevi).
Porječje rijeke Kodine obuhvaća sjeveroistočni dio Oneškog rajona, kao i područje na jugu Primorskog rajona i sjeverno Plesetskog rajona.
Izvor Kodine nalazi se u močvarama u južnom dijelu Primorskog rajona, desetak kilometara jugoistočno od jezera Vojozero (koje pripada porječju Sjeverne Dvine, a ne porječju Onege). Rijeka teče prema jugu, ulazi u Oneški rajon i skreće prema jugozapadu. Naseljeno je nizvodno od sela Kodino. Ušće Kodine nalazi se na mjestu gdje se Onega dijeli na dva rukavca (Kodina se ulijeva u istočni), nizvodno od sela Antsiferovski Bor.
Kodina teče u crnogoričnim šumama (tajgi), a do 1990-ih rijeka je korištena za splavarenje drva. Nizvodno od Kodina povremeno se nalaze otvorena područja i poplavna područja, prekrivena livadama.